# La Lola se va a los puertos (pel·lícula de 1993)
La Lola se va a los puertos és una pel·lícula espanyola dirigida per Josefina Molina el 1993 i protagonitzada per Rocío Jurado.

## Argument
En la dècada de 1920, la popular cantant Lola (Rocío Jurado) i el seu fidel guitarrista Heredia (José Sancho) salpen en un vaixell des de l'illa de San Fernando (Cadis) a Sanlúcar de Barrameda per actuar en un tablao. Allí Lola s'embolica en una conflictiva relació amb el ric hisendat Don Diego (Francisco Rabal) i amb el seu fill José Luis (Jesús Cisneros) provocant una gran tragèdia familiar.

## Repartiment
- Rocío Jurado: Lola
- Francisco Rabal: Don Diego
- José Sancho: Heredia
- Beatriz Santana
- Jesús Cisneros: José Luis
- Mary Begoña

## Comentaris
El guió està basat en l'obra de teatre La Lola se va a los puertos d`Antonio Machado i Manuel Machado.
La versió de 1947 de La Lola se va a los puertos va ser filmada per Juan de Orduña amb Juanita Reina en el paper protagonista.